# Camptotheca acuminata
Camptotheca acuminata oder Chinesischer Krebsbaum, Chinesischer Glücksbaum, ist eine von drei Arten der Gattung Camptotheca innerhalb der Familie Tupelogewächse (Nyssaceae). Er kommt in den südlichen chinesischen Provinzen Guangdong, Guangxi, Guizhou, Hunan sowie Yunnan vor. In Yunnan gibt es sehr große Vorkommen, wild kommt er in Sichuan, Hunan und in den meisten östlichen Provinzen nicht mehr vor.

## Beschreibung

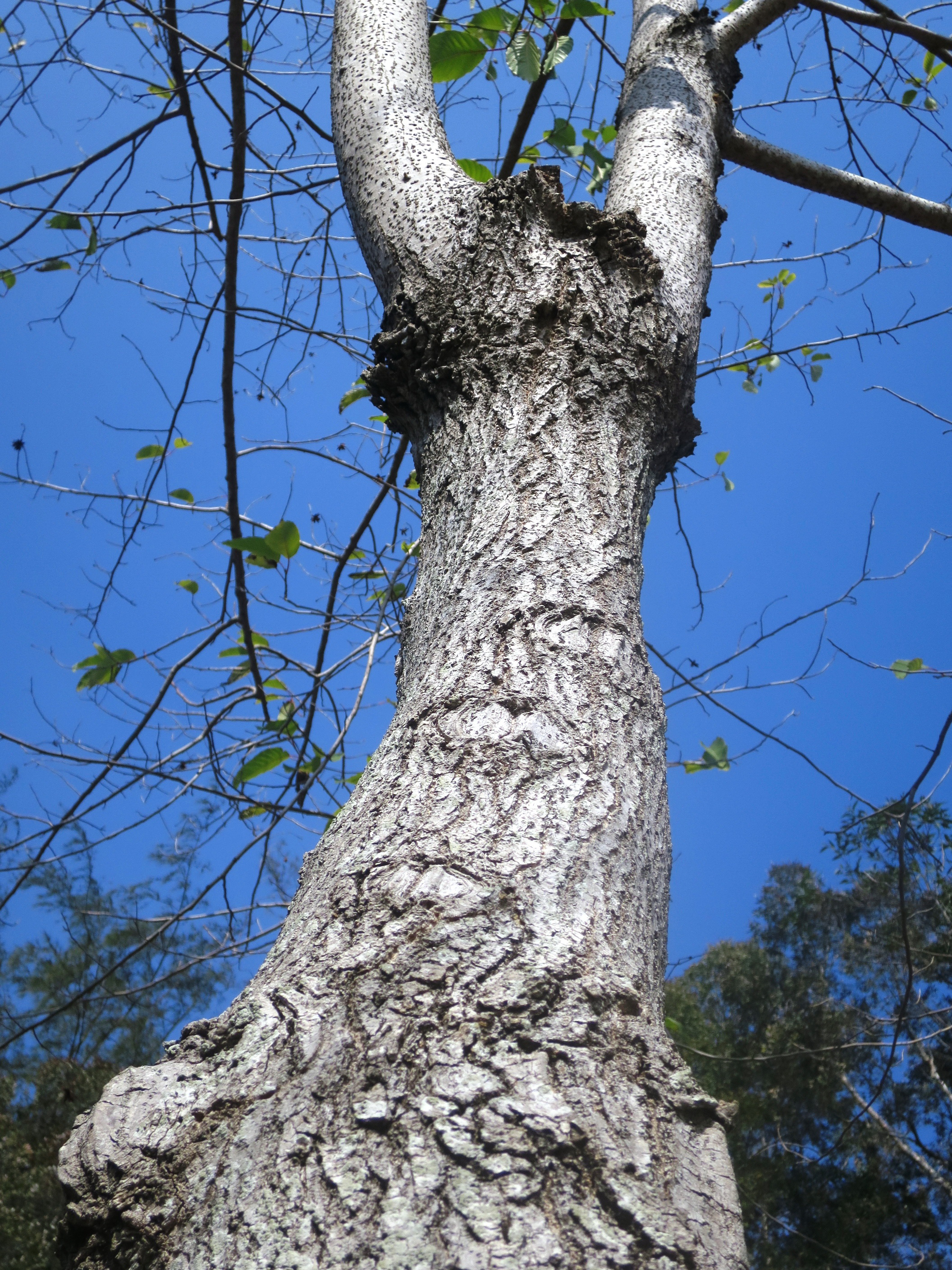
Borke

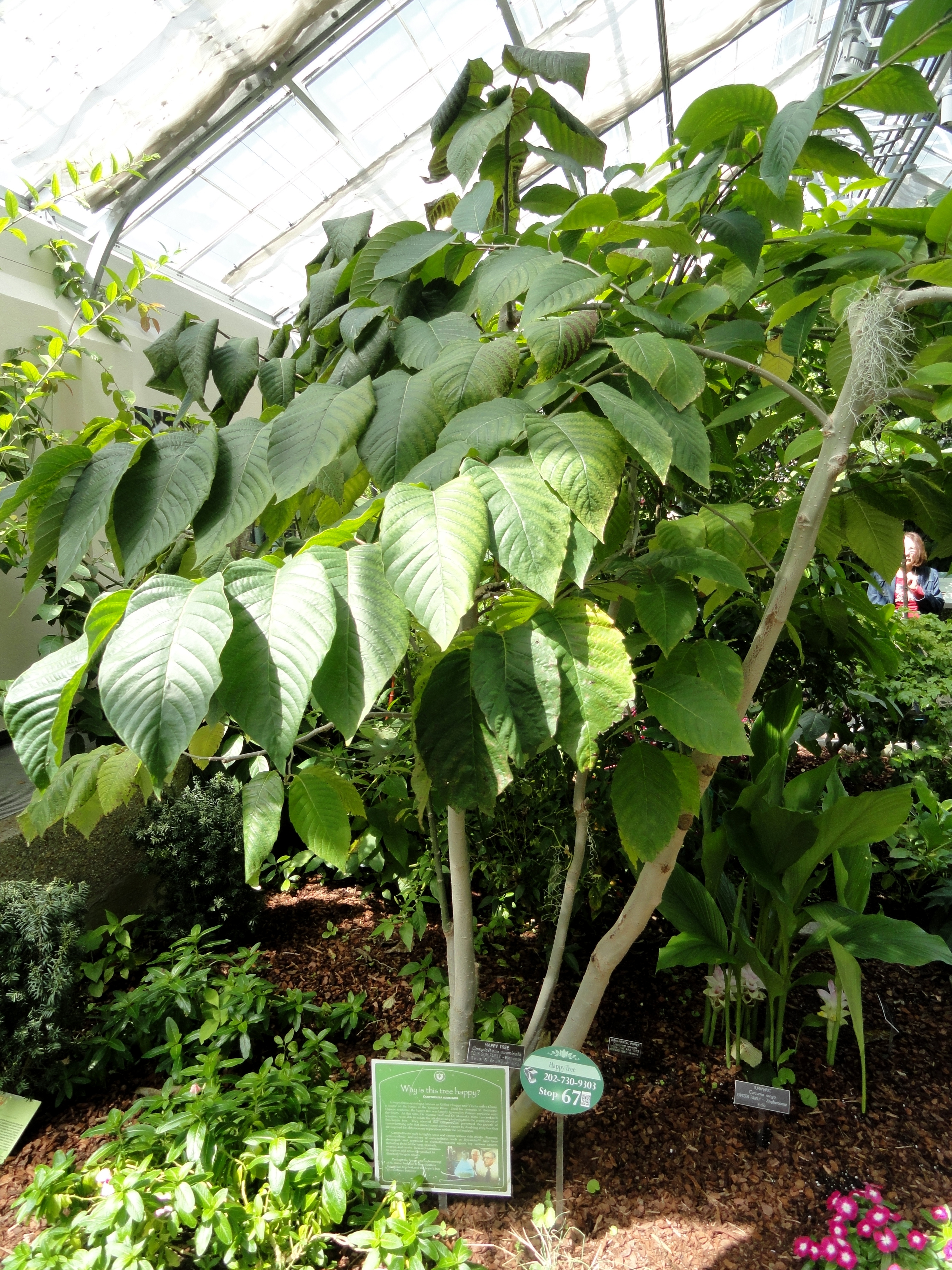
Zweige mit einfachen Laubblättern

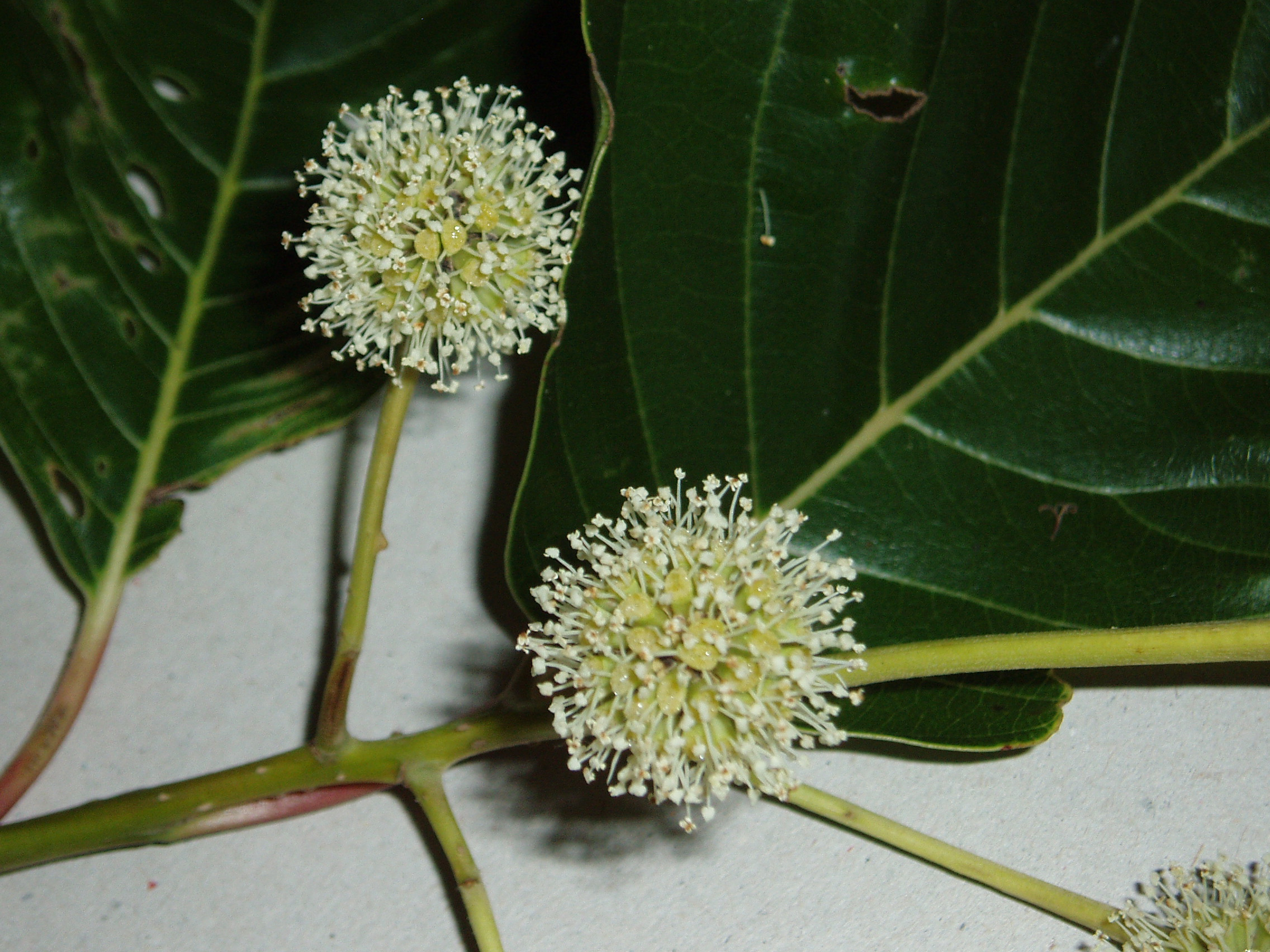
Kugelige Blütenstände mit langen Staubblättern

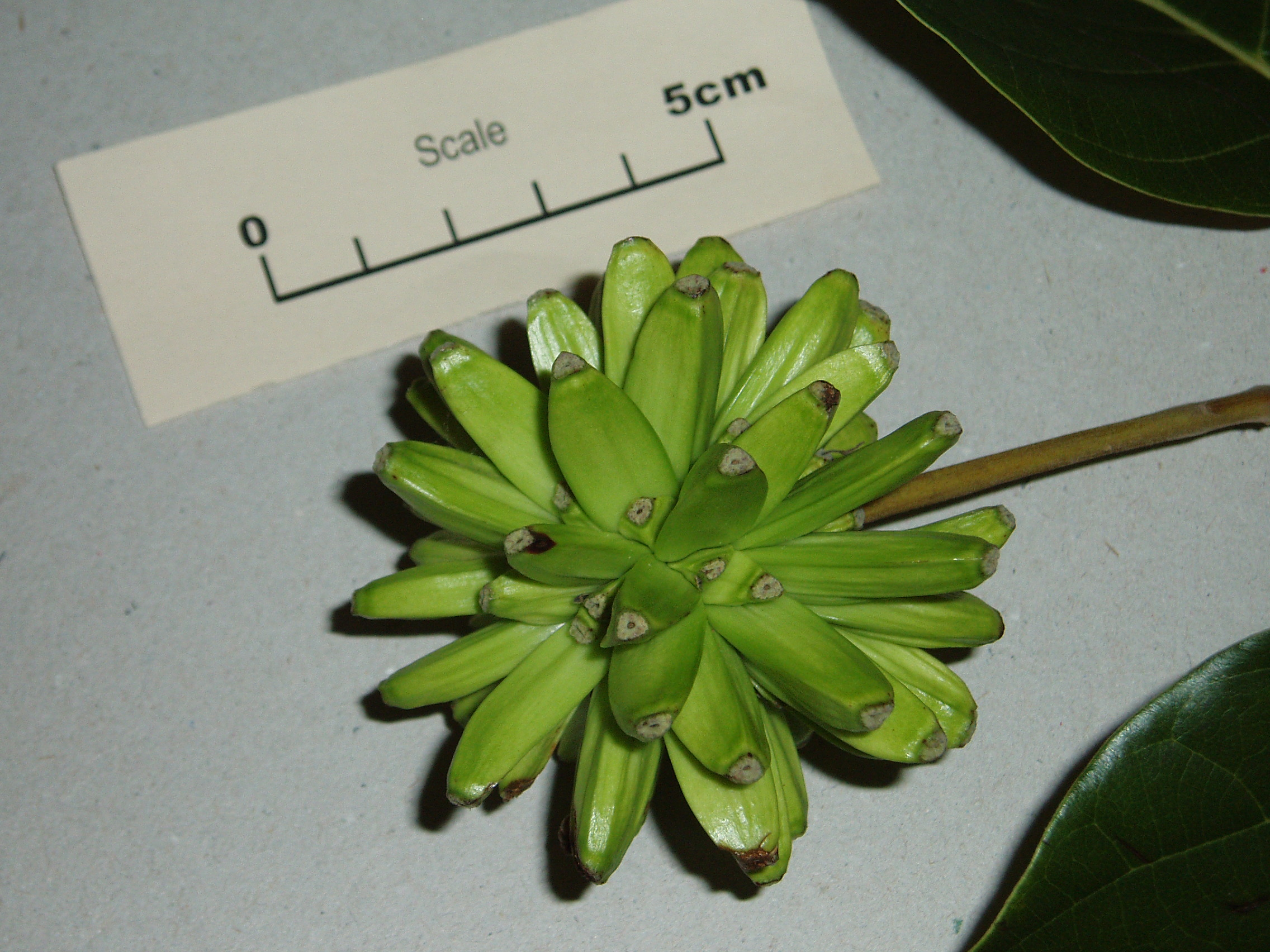
Sammelfrucht mit Achänen

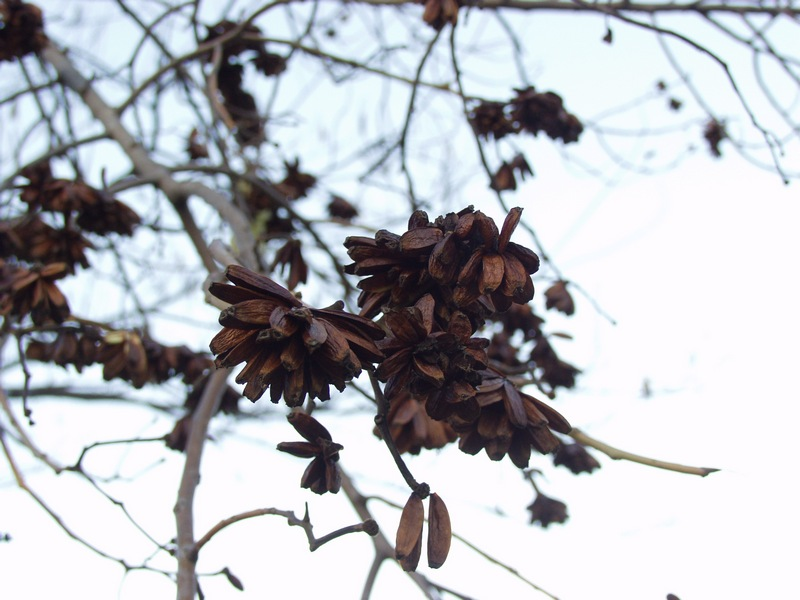
Reife, getrocknete Fruchtstände

### Vegetative Merkmale
Der Chinesische Glücksbaum ist ein schnellwüchsiger, laubabwerfender Baum der Wuchshöhen von 20–25 m oder höher (40 m) erreicht. Die Zweige weisen eine glatte Rinde auf. Die hellgraue, -bräunliche Borke ist mehr oder weniger gefurcht bis schuppig.
Die wechselständig an den Zweigen angeordneten Laubblätter sind in Blattstiel und Blattspreite gegliedert. Der hellgrüne bis rötliche Blattstiel ist mit einer Länge von 1,5 bis 3 Zentimetern relativ kurz. Die einfache Blattspreite ist bei einer Länge von meist 14 bis 20 (10 bis 35) Zentimetern sowie meist 7 bis 10 (5 bis 20) Zentimetern eilanzettlich bis breit-eiförmig oder elliptisch, lanzettlich bis rundlich mit stumpfer bis fast gerundeter Spreitenbasis und spitzem oberen Ende. Die Blattoberseite ist glänzend sowie dunkelgrünen und die -unterseite ist fahlgrün. Der Blattrand ist ganzrandig und teils unregelmäßig gezähnt, gesägt und teils gewellt. Die kräftige Nervatur ist, teils wechselnd, parallel-vorwärts gefiedert.

### Generative Merkmale
Der Chinesische Glücksbaum ist andromonözisch. Die gestielten, dichten und kugeligen bis etwa 2 Zentimeter großen köpfchenförmigen Teilblütenstände sind männlich oder zwittrig, und stehen zu zweit oder mehr (bis zu zehn) in traubigen- oder rispigen zusammengesetzten Blütenständen zusammen. In den einzelnen Blütenköpfen stehen jeweils zwei Blüten zusammen, es sind pro Blüte (drei; mehr oder weniger) behaarte, hinfällige Tragblätter (evtl. zwei Vorblätter und Tragblätter) vorhanden.
Die Blüten haben einen becherförmigen, undeutlich fünflappigen Kelch, mit geradem Saum, welcher eine gelbliche, fleischige Nektarscheibe umgibt, es sind fünf kleine, hellgrüne Petalen vorhanden. Die zehn, nicht besonders haltbaren und langen, weißlichen Staubblätter sind in zwei Kreisen, am Kelchsaum um die Nektarscheibe angeordnet, bei den Staubbeuteln setzt der Staubfaden oben an (apicifix). Der Fruchtknoten ist unterständig und meist einkammerig, es ist ein weißlicher Griffel mit zwei- bis dreilappiger Narbe vorhanden. 
Es sind etwa 40 bis 65 Achänen pro Sammelfrucht vorhanden. Die erst grünen, dann gelben, dreikantigen Achänen sind bis 4 Zentimeter lang und bis zu 10 Zentimeter breit. Getrocknet sind sie orange- bis gräulichbraun, ledrig und runzlig. In Yunnan werden jährlich 1.000 Tonnen (TM) Samen gewonnen.

### Chromosomensätze und Inhaltsstoffe
Die Chromosomenzahl beträgt 2n = 42 oder 44.
Alle Pflanzenteile enthalten das Alkaloid Camptothecin, in den Wurzeln, jungen Blättern, Blütenknospen und Früchten (Samen) ist die Konzentration am größten. Dieses Alkaloid und seine chemischen Abkömmlinge wie Topotecan werden in der modernen Krebstherapie verwendet. 

## Standorte
Camptotheca acuminata gedeiht gut bis in eine Höhenlage von 1200 und 1500 Metern, aber einzelne wilde Exemplare können auch bis auf einer Höhenlage von 2700 Metern vorkommen.

## Systematik
Die Erstbeschreibung von Camptotheca acuminata erfolgte 1873 durch Joseph Decaisne, den Direktor des Jardin Des Plantes, Paris, in Bulletin de la Société Botanique de France, Band 20, Seite 157. Das Typusexemplar wurde von Pater Armand David beim Lu Shan in der Provinz Jiangxi während seiner Erkundung von China 1868–1870 gesammelt.
Es existieren von Camptotheca acuminata drei Varietäten:
- Camptotheca acuminata Decne. var. acuminata
- Camptotheca acuminata var. tenuifolia W.P.Fang & Soong
- Camptotheca acuminata var. rotundifolia B.M.Yang & L.D.Duan

Die Varietäten unterscheiden sich in der Blatt- und Fruchtgröße, der Fruchtfarbe und in der Beschaffenheit der Rinde.